# Patrick Soultana
Patrick Soultana (Amsterdam, 1 januari 1977) is een veroordeeld Nederlands seriemoordenaar. Hij werd op 25 juli 2013 veroordeeld tot levenslang voor twee moorden en één poging tot moord. In december 2014 wordt hij na hoger beroep veroordeeld tot een gevangenisstraf van 25 jaar plus tbs.

## Jeugd
Hij is de jongste van zes kinderen. Vanaf zijn vijfde ging hij van pleeggezin naar pleeggezin en weer terug naar moeder. Thuis werd hij verwaarloosd. Hij moest eten stelen van zijn moeder. Hij stichtte regelmatig brandjes en mishandelde dieren als kind.

## Slachtoffers

### Farida Nadjiebullovna Zargar
Farida Nadjiebullovna Zargar (geboren in 1988 in Kemerovo, Rusland) werd op 5 augustus 2010 door Soultana meerdere malen met een mes gestoken en vervolgens gewurgd. Soultana verklaarde tegen een getuige dat het de bedoeling was om Zargar te beroven, maar dat hij haar doodde, omdat ze begon te gillen. Op 9 november 2010 gooide Soultana de bankpas en identifier van Zargar door de brievenbus bij een politiebureau in Spijkenisse. De camerabeelden werden later uitgezonden in Opsporing Verzocht, maar Soultana werd niet herkend. Op 26 november 2010 werd in het Mallebos de fiets van Zargar gevonden en op 8 maart 2011 haar sleutelbos. Na de aanhouding van Soultana werden meerdere spullen van Zargar in zijn slaapkamer gevonden, waaronder haar paspoort, horloge en armband. Op enkele spullen werden bloedsporen van Zargar aangetroffen. Nadat Soultana het slachtoffer omgebracht had zaagde hij haar voet af en begroef het in een pot onder zijn schuur. Daarna begroef hij het lichaam van Zargar in het Mallebos, vlak bij de plek waar haar fiets en sleutels gevonden werden. Op 11 november 2011 werd het lichaam van Zargar, op aanwijzen van Soultana, gevonden.

### Nanda Kerklaan
Nanda Kerklaan (1966) werd in de ochtend van 28 januari 2010 in een sloot gevonden bij de Malledijk in Spijkenisse. Ze was zwaargewond en was mede door een hoofdwond en zware onderkoeling amper aanspreekbaar. Ze werd ter plekke gereanimeerd en naar het ziekenhuis vervoerd. Na onderzoek bleek ze meerdere schedeldakfracturen te hebben, vier gebroken ribben en een ingeklapte long. Volgens een forensisch arts kwam dit overduidelijk door behoorlijk uitwendig geweld. Op 2 februari 2010 overleed Kerklaan aan haar verwondingen, zonder nog in staat te zijn geweest te vertellen wat er gebeurd was met haar. De politie verklaarde in de media dat een ongeval de mogelijke oorzaak zou zijn geweest. Soultana verklaarde echter tegen een informant, terwijl hij nog vastzat voor de zaak-Zargar, dat hij Kerklaan om het leven had gebracht, nadat hij getracht had haar te beroven.

### Poolse man
Samen met een vriend, de toen 21-jarige Timothy S., beroofde Soultana op 24 maart 2011 een Poolse man afkomstig uit Włocławek. Daarbij sloegen beide mannen meerdere malen met een ijzeren staaf op het hoofd van de man, namen zijn spullen af en lieten hem voor dood achter. De man overleefde de aanval echter. Beide daders werden veroordeeld voor poging tot moord. Timothy S. was ook nog enige tijd medeverdachte in de moord op Nanda Kerklaan, maar werd vrijgesproken.

## Mogelijke slachtoffers

### Joke Lorsé
Anno 2014 is er een vermoeden dat Soultana ook de moordenaar is van de 50-jarige Joke Lorsé, die werd aangevallen op 11 augustus 2009. Deze vrouw werd in het Zuid-Hollandse Simonshaven, tijdens een wandeling met haar man, met een slagwapen doodgeslagen. Haar echtgenoot verklaarde dat een onbekende man uit de bosjes sprong en hem bewusteloos sloeg. Nadat hij weer bijgekomen was, lag zijn vrouw dood naast hem. De verklaring werd echter niet geloofd door de politie. Haar man Ernst Lorsé werd veroordeeld tot 12 jaar cel,  maar in hoger beroep tot 9 jaar. Daar overleed hij op 24 augustus 2018.

### Twee onbekenden
Soultana heeft mogelijk tegen een politie-informant verklaard dat hij vijf vrouwen had vermoord. Naast Zargar, Kerklaan en mogelijk ook Lorsé zouden er dus nog twee vrouwen het slachtoffer van Patrick Soultana moeten zijn volgens de politie-eenheid.

## Aanhouding en veroordeling
Soultana werd op 13 oktober 2011 aangehouden na een straatroof. Doordat daarbij spullen ontvreemd waren van het slachtoffer was de politie gerechtigd om zijn huis te doorzoeken. In de slaapkamer vonden agenten vervolgens 447 voorwerpen van vermoedelijke slachtoffers, waaronder meerdere bebloede spullen van Farida Zargar. Hierdoor kwam Soultana in beeld als verdachte van de moord op Zargar. Tijdens zijn verblijf in een penitentiaire inrichting in Den Haag, verklaarde Soultana tegenover een politie-informant, dat hij vijf vrouwen om het leven gebracht had. Naast bewijs voor de moorden op Zargar en Kerklaan wist de politie geen andere moorden met Soultana in verband te brengen. Soultana werd op 25 juli 2013 veroordeeld tot levenslang voor de moorden op Farida Zargar, Nanda Kerklaan en de poging tot moord op de Poolse man. Verder werd Soultana nog veroordeeld voor het bezit van kinderporno en het plegen van een groot aantal roofovervallen. 
In hoger beroep wisselde hij van advocaat en liet hij zich verdedigen door Tjalling van der Goot. In december 2014 werd de levenslange straf ongedaan gemaakt en werd hij door het gerechtshof in Den Haag veroordeeld tot een gevangenisstraf van 25 jaar plus tbs.
Op 19 februari 2014 bekende Soultana bij het gerechtshof Den Haag betrokkenheid bij de moord op Farida Zargar, dit tot verrassing van de advocaat-generaal. Hij verklaarde erbij te zijn geweest, maar zelf geen geweld te hebben gebruikt.